# Nostradamus
Nostradamus (eigenlijk Michel de Nostredame; Saint-Rémy-de-Provence, 14 december 1503 – Salon-de-Provence, 2 juli 1566) was een Frans apotheker. Volgens vele bronnen zou hij ook arts zijn geweest, hoewel hij uit de Faculteit der Geneeskunde van Montpellier is gezet. Zoals veel van zijn collega's uit de renaissancetijd beoefende hij ook de astrologie. Hij is vooral bekend als ziener, en als auteur van Les Prophéties.
Volgens zijn aanhangers heeft hij de Wereldoorlogen, Hitler, Napoleon, het communisme, terrorisme in Europa en vele andere zaken voorspeld. Het belangrijkste wat ons nog te wachten zou staan is de komst van de persoon Chiren. Dit zou een Europeaan zijn, die langdurige wereldvrede zou brengen.
Volgens sceptici zijn de uitspraken van Nostradamus veel te vaag en kan men er met gemak om het even welke interpretatie aan geven die past in de hedendaagse situatie, wat volgens die sceptici ook voortdurend gebeurt.

## Voorspellingen

### De Centuriën vanLes Prophéties

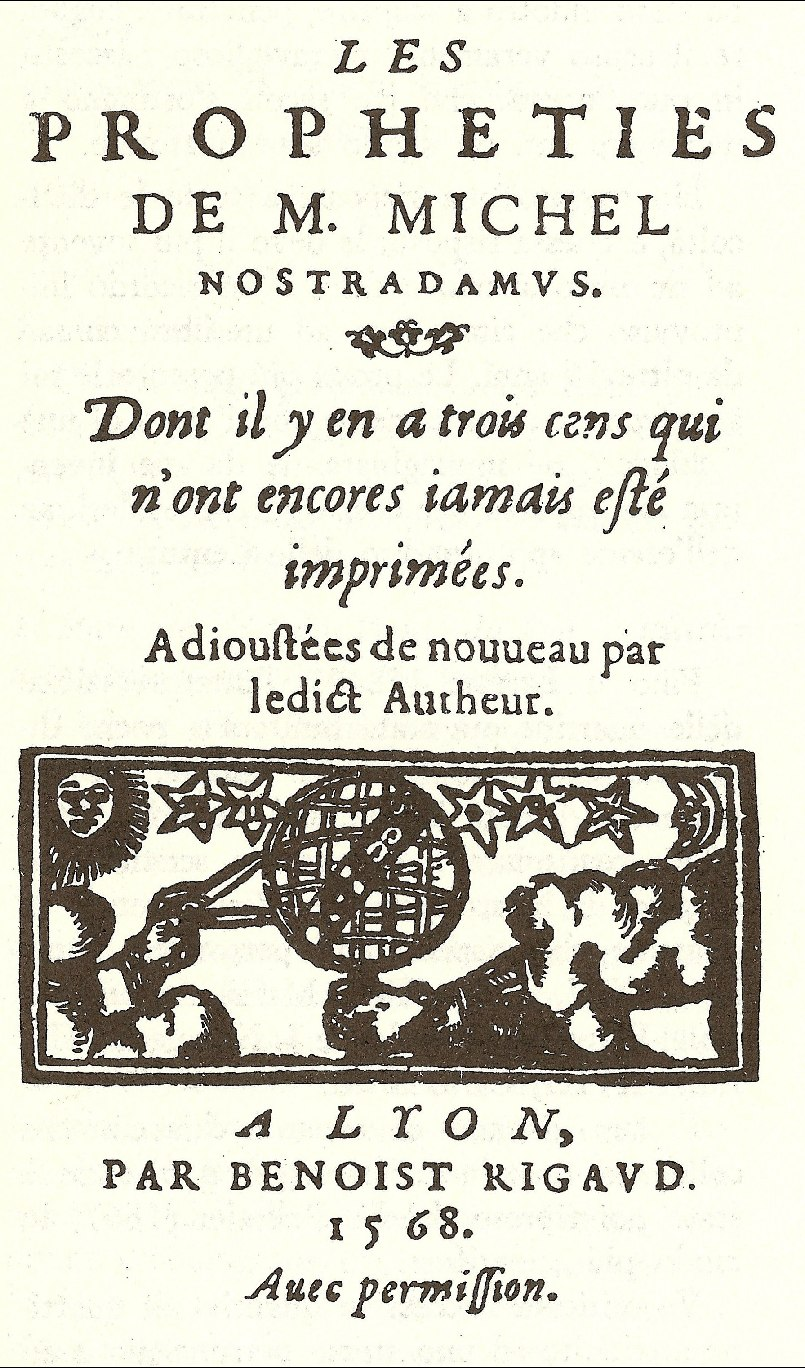
Les Prophéties (uitgave van 1568)

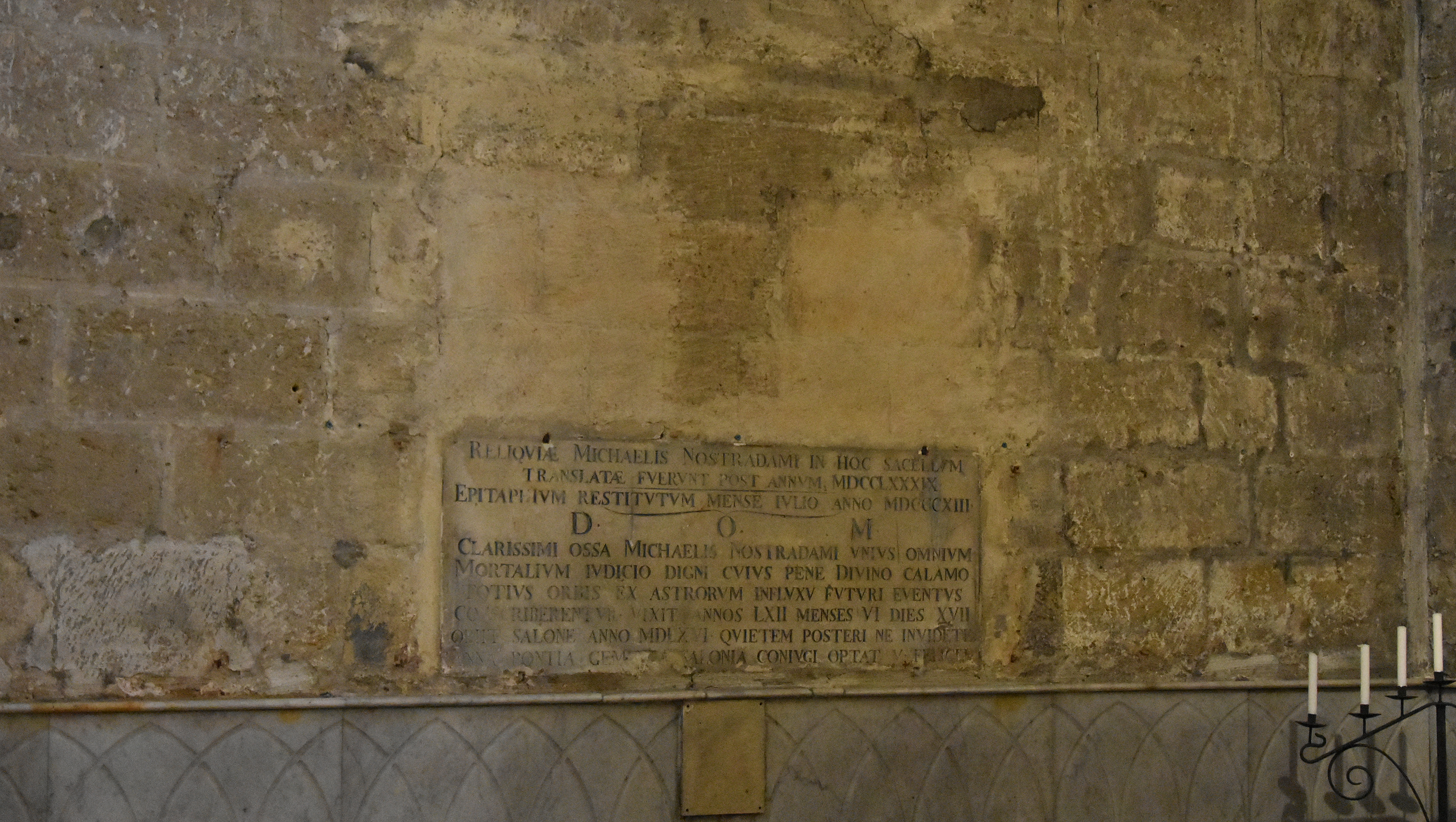
Het graf van Nostradamus in de Église Saint-Laurent te Salon-de-Provence

Faam verwierf Nostradamus door de publicatie van zijn voorspellingen in Les Prophéties, waarvan de eerste editie verscheen in 1555. De populariteit is al bijna vijf eeuwen onaangetast en er verschijnen geregeld herdrukken en vertalingen, ook in het Nederlands, doorgaans vergezeld van interpretaties,
De centuriën zijn zeer omvangrijk. Ze bestaan uit ongeveer 3525 vierregelige verzen.
Men kan de kwatrijnen indelen in categorieën. Een mogelijke verdeling is deze:
- Jaartalkwatrijnen: in deze categorie kwatrijnen staan jaartallen vermeld, die omgerekend moeten worden om het vervullingjaar vast te stellen.
- Komeetkwatrijnen: in deze categorie kwatrijnen staan kometen vermeld. Ten tijde van Nostradamus was nog niet bekend dat kometen na een vaste baan om de zon telkens terugkeren.
- Millenniumkwatrijnen: Deze kwatrijnen bevatten versluierde aanwijzingen die te maken hebben met het millenniummodel, het chiliastische tijdrekenmodel waarmee Nostradamus de bestaansduur van de wereld heeft berekend.
- Uurhoekkwatrijnen: in deze categorie kwatrijnen staan astrologische aanwijzingen. De bijbehorende horoscoop (uurhoek) die aan een dergelijk kwatrijn ten grondslag ligt kan achteraf worden berekend.

De bekendste vertolkers van de afgelopen decennia zijn De Fontbrune (sr. en jr.), John Hogue, Erica Cheetham en Dolores Cannon; de eerste drie op basis van interpretatie en geschiedkundig onderzoek en Cannon via hypnotische regressie- en reïncarnatietherapie.
De eerste, in 1932 uitgegeven, volledig Nederlandse vertaling werd geschreven door prof. dr. mr. H. Houwens Post onder het pseudoniem "mr. dr. W.L. Vreede". Deze vertaling is tot aan het eind van de 20e eeuw een belangrijk standaardwerk gebleven voor Nostradamus-onderzoekers. Een andere uitgave is de vertaling door E. M. J. Prinsen Geerligs van Dr. N. Alexander Centurio.
Les Prophéties bestaat uit 10 'Centuriën. Later zijn er nog twee Centuriën gevonden, Centurie 11 en 12, die niet geheel compleet zijn en waarvan de echtheid wordt betwist. De meeste Centuriën bestaan uit 100 kwatrijnen, ofwel vierregelige verzen. Dit is niet het geval bij Centurie 7, 11 en 12; een reden hiervoor heeft Nostradamus niet achtergelaten.
De periode van de voorspellingen begint in 1524, het moment dat Nostradamus zijn visioenen kreeg, en eindigt in het jaar 3797. Nostradamus noemt dit jaartal in zijn begeleidende brief aan zijn zoon, César. Een tweede begeleidende brief richtte Nostradamus aan de toenmalige koning van Frankrijk, Hendrik II van Frankrijk.
Nostradamus beschrijft heel veel pausen, wat voor onderzoekers vaak een reden was ze naast de voorspellingen van Malachias te leggen. Die liet een voorspelling na van alle toekomstige pausen sindsdien, in de vorm van een Latijnse omschrijving.
| Centurie 1, Kwatrijn 1 | Century I, Quatrain I |
| --- | --- |
| 's Nachts gezeten voor de studie van verborgen dingen, Alleen rustend op de bronzen zetel: Een klein licht, dat uit de eenzaamheid ontspruit, Doet ontluiken, wat niet als ijdel te verwerpen valt.                             | Estant assis de nuict secret estude, Seul reposé sur la selle d'aerain: Flambe exigue sortant de sollitude, Fait prospérer qui n'est à croire vain.                        |
| Centurie 1, Kwatrijn 2 | Century I, Quatrain II |
| Met de staf in de handen, midden in de takken geplaatst, met het water zowel de zoom als de voeten nat. Een gevoel van vrees en een stem trekken omhoog door de armen heen. Goddelijke verhevenheid. Het goddelijke komt nader. | La verge en main mise au milieu de BRANCHES De l'onde il moulle & le limbe & le pied: Un peur & voix fremissent par les manches: Splendeur divine. Le divin pres s'assied. |

### Interpretatie
De Centuriën zijn opgesteld in cryptisch taalgebruik, met anagrammen, het gebruik van verschillende talen, waaronder Frans, Provençaals, Italiaans, Grieks en Latijn en een chaotische en a-chronologische rangschikking van de kwatrijnen. Misschien heeft Nostradamus hiervoor gekozen om te ontkomen aan de vervolging door de Inquisitie. Men kan de opzettelijke onduidelijkheid ook verklaren als het gebruikelijke werk van een oplichter of fantast die zijn klanten dergelijke astrologische raadseltjes verkocht. Wanneer de Centuriën van de hand van een 13e-eeuwse Vlaamse abt zouden zijn dan is geen sprake van voorspellingen maar van een in de middeleeuwen veel beoefend literair genre waarin de verleden tijd wordt beschreven in de toekomende tijd. Zoiets noemt men een literair enigma.
Veel verzen zijn nog niet verklaard of volgens zijn aanhangers foutief geïnterpreteerd, dan wel is nooit definitief komen vast te staan of de verzen werkelijk voorspellend zijn. Sceptici beweren dat er geen sprake van voorspelling is, maar van inlegkunde (hineininterpretatie): na afloop van een gebeurtenis wordt een bijpassend kwatrijn gevonden dat ongeveer overeenkomt met de gebeurtenis. In de loop van de eeuwen zijn deze verzen door leiders van allerlei slag gebruikt en bij de actualiteit gesleept. Zo heeft Joseph Goebbels gemeend in bepaalde voorspellingen Hitler te herkennen.
Een ander fenomeen is de parallelle toekomst: een toekomst pakte anders uit, omdat een voorspelling ernstig werd genomen en voorzorgsmaatregelen werden genomen (een 'self-denying prophecy'). Een voorbeeld hiervan is Kwatrijn 11 uit Centurie 6 waarin de moord op de broers Hertog en Kardinaal de Guise zou zijn voorspeld voor het jaar 1576. De voorspelling kwam niet uit, maar later gebeurde de moord toch — op een andere wijze en in het jaar 1588. Ook de vliegtuigenaanslag op het WTC in New York zou voorspeld zijn in Kwatrijn 72 van Centurie 10, maar het jaar 1999 is fout volgens diezelfde logica, al zijn er ook numerologen die 1999 lezen als een anagram van 9111, ofwel 9-11-1.
| Centurie 6, Kwatrijn 11 | Century VI, Quatrain XI |
| --- | --- |
| De zeven takken zullen tot drie worden teruggebracht. De oudsten zullen worden verrast door de dood. Tot het plegen van een broedermoord zullen de twee worden verleid. De samenzweerders zullen al slapend gedood worden. | Des sept rameaux à trois seront reduicts, Les plus aisnez seront surprins par mort, Fratricidez le deux seront seduicts, Les coniurez en dormans seront morts.  |
| Centurie 10, Kwatrijn 72 | Century X, Quatrain LXXII |
| In het jaar 1999, de maand sept (zevende / september). Uit de hemel zal een grote koning van verschrikking komen: Tot leven wekkend de grote Koning van Angolmois, Ervoor erna regeert Mars door geluk.                    | L'an mil neuf cens nonante neuf sept mois. Du ciel viendra un grand Roy d'effrayeur: Resusciter le grand Roy d'Angolmois, Avant apres Mars regner par bon heur. |

### Andere publicaties
Nostradamus publiceerde zijn Présages al in 1550; dit waren verzen met zes regels met voorspellingen die vooral de regio Provence betroffen. Deze werken zouden nooit de populariteit kennen van de Centuriën. De Présages bevatten al met al 6338 voorspellingen.
Daarnaast gaf hij een almanak uit waarin hij prognoses gaf op het weer, de oogst, oorlogen en komeetverschijningen.

### Werken
- Présages (1550)
- Les Prophéties (1555)

## Biografie

### Kinderjaren

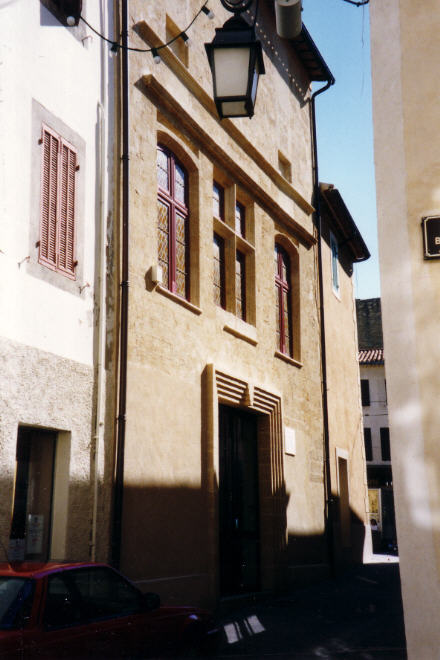
Nostradamus' huis in Salon-de-Provence.

Nostradamus werd geboren in Saint-Rémy-de-Provence in het zuiden van Frankrijk op 14 december 1503. Het huis waarvan wordt aangenomen dat hij daar is geboren, bestaat nog steeds.
Michel de Nostredame was een van ten minste negen kinderen van de graanhandelaar en notaris Jaume de Nostredame en Reynière de St-Rémy. Jaume was oorspronkelijk joods, maar zijn vader, Guy Gassonet, had zich bekeerd tot het katholicisme rond 1455, waarbij hij de naam Pierre de Nostredame aannam.
Er is weinig anders bekend over de kindertijd van Nostradamus dan dat hij is opgevoed door zijn grootvader van moederszijde, Jean de St. Rémy.

### Studententijd
Vanaf zijn vijftiende begon Nostradamus met zijn studie aan de Universiteit van Avignon. Na iets meer dan een jaar moest hij Avignon verlaten, toen de universiteit de deuren sloot vanwege de uitbraak van de Zwarte Dood (pest).
Na een aantal jaren gewerkt te hebben als apotheker, startte hij in 1529 met zijn doctoraalstudie Medicijnen aan de universiteit van Montpellier. Kort daarna werd hij van de universiteit verwijderd toen werd ontdekt dat hij apotheker was geweest, hetgeen per statuut verboden was door de universiteit. Dit document bevindt zich nog steeds in de bibliotheek van de faculteit. Desondanks noemen veel publicisten hem wel doctor.
Na de verwijdering ging hij door met werken, waarschijnlijk als apotheker, en werd beroemd om de ontwikkeling van de "roze pil" die naar verluidt werkte tegen de pest.

### Huwelijk en genezende werkzaamheden
In 1531 werd Nostradamus uitgenodigd door een vooraanstaand geleerde, Julius Caesar Scaliger (de vader van de grote taalkundige Josephus Justus Scaliger, die hoogleraar aan de Universiteit van Leiden zou worden), om naar Agen te komen. Hier trouwde hij met een vrouw, waarschijnlijk Henriëtte d'Encausse, die hem twee kinderen baarde. In 1534 overleden zijn vrouw en kinderen; verondersteld wordt dat de dood veroorzaakt werd door pest. Hierop begon hij opnieuw te reizen door Frankrijk en naar Italië.
Bij zijn terugkeer in 1545 hielp hij de genezer Louis Serre bij diens strijd tegen de grote pestuitbraak in Marseille, Salon-de-Provence en de regionale hoofdstad Aix-en-Provence. Uiteindelijk vestigde hij zich in 1547 in Salon-de-Provence en trouwde de rijke weduwe Anne Ponsarde, met wie hij drie dochters en drie zonen kreeg. Tussen 1556 en 1567 verwierven hij en zijn vrouw een dertiende deel van een groot kanalisatieproject van Adam de Craponne voor de irrigatie van het grotendeels waterloze Salon en het nabijgelegen Désert de la Crau vanuit de rivier Durance.

### De jaren vanaf zijn publicaties

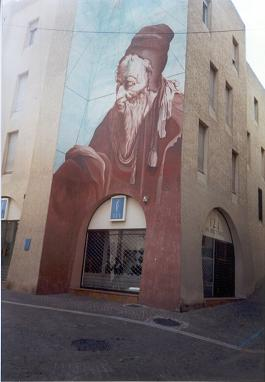
Het tegenwoordige centrum van Salon

Catharina de' Medici, gemalin van Koning Hendrik II, was een groot bewonderaar van Nostradamus. Na het lezen van zijn almanakken met toespelingen op, maar niet uitgesproken bedreigingen voor de koninklijke familie, ontbood zij hem naar Parijs om horoscopen te tekenen voor haar en haar kinderen. Tegen die tijd vreesde hij te worden onthoofd, maar voor zijn dood in 1566 had ze hem benoemd tot Raadgever en Buitengewoon Geneesheer van de Koning.
Nostradamus was al bekend bij de welgestelden in Frankrijk, toen op een dag een toernooi werd georganiseerd waar ook de oudere Koning Hendrik II aan deel zou nemen. De jonge Kapitein van zijn Schotse garde, Montgomery, kende de voorspelling van Centurie 1, Kwatrijn 35 en stond erop dat het duel tussen hem en de koning afgelast zou worden. Hendrik wilde hier niets van weten. Bij de eerste twee aanlopen kregen geen van de twee tegenstanders de andere uit het zadel. Bij de derde aanloop echter, kwam Montgomery's lans tegen de helm van het gouden harnas van Hendrik, waarbij een oog werd uitgestoken. Hendrik stierf na tien dagen van folterende pijn. Beide heren hadden een leeuw in hun wapen.
| Centurie 1, Kwatrijn 35 | Century I, Quatrain XXXV |
| --- | --- |
| De jonge leeuw zal de oude overwinnen Op het krijgsveld van een enkelvoudig duel. In een kooi van goud worden zijn ogen doorboord. Twee klassen: één zal een wrede dood sterven. | Le lyon ieune le vieux surmontera, En champ bellique par singulier duelle, Dans cage d'or les yeux luy crevera, Deux classes une puis mourir mort cruelle. |

Tegen 1566 ontwikkelde zijn jicht zich in oedeem, ook wel waterzucht, een pijnlijk mankement dat bewegen bemoeilijkt. Eind juni maakte hij een uitgebreid testament op ter hoogte van 3444 kronen (nu omgerekend rond 250.000 euro) voor zijn vrouw tot aan haar hertrouw, zijn zonen vanaf de leeftijd van 25 en zijn dochters tot aan hun huwelijk en de aflossing van enkele kleine schulden. 's Avonds op 1 juli vertelde hij zijn secretaris Jean-Aimé de Chavigny dat hij hem bij zonsopkomst niet meer levend aan zou treffen. De volgende morgen trof men hem dood aan. Nostradamus is 62 jaar oud geworden.
Hij werd begraven in de lokale Franciscaanse kapel die nu onderdeel uitmaakt van het restaurant La Brocherie en werd herbegraven in de collegiale Église Saint-Laurent tijdens de Franse Revolutie, waar zijn graf zich nog altijd bevindt.

## Plagiaat-kritiek
Volgens professor-emeritus Rudy Cambier (Universiteit van Luik), specialist in het Picardisch, heeft Nostradamus de Centuriën amper zelf geschreven, maar heeft hij het werk grotendeels gekopieerd van de monnik Yves de Lessines, vierde abt en prior van de Cisterciënzer-abdij van Cambron te Cambron in Henegouwen. Volgens Cambier heeft Nostradamus bij een bezoek diens geschriften ontvreemd: ze bevatten helemaal geen voorspellingen, maar ze zijn een poëtisch versluierde terugblik op de geschiedenis van de Tempeliers, hun macht en hun ondergang. Zuiver taalkundig bevatten de centuriën veel Picardische woorden en uitdrukkingen, een streektaal  van het Frans die Nostradamus niet machtig was.